# Moon Beams
Moon Beams – album Billa Evansa wydany przez wytwórnię Riverside Records w 1962.
Jest to pierwsza płyta Evansa nagrana w trio po tragicznej śmierci Scotta LaFaro. Na płycie Evans występuje w towarzystwie Chucka Israelsa na kontrabasie i Paula Motiana na perkusji. Album zawiera niemal wyłącznie ballady. Nagrania zostały dokonane w Nowym Jorku 17 maja (utwory 5 i 9), 29 maja (utwory 1 i 8), 2 czerwca (utwory 2, 3, 4, 6, i 7) i 5 czerwca (utwory 10 i 11) 1962. Podczas tych samych sesji trio Evansa nagrało również materiał, który ukazał się na albumie How My Heart Sings!.
Oryginalny album zawierał 8 utworów. Alternatywne wersje trzech utworów zostały opublikowane w wydaniu kompaktowym z 2012.
Na okładce płyty znajduje się zdjęcie modelki i piosenkarki Nico.

## Lista utworów
Oryginalny album
| 1. | „Re: Person I Knew” (Bill Evans)                                     | 5:44  |
|    |                                                                      |       |
| 2. | „Polka Dots and Moonbeams” (Johnny Burke, Jimmy Van Heusen)          | 5:01  |
|    |                                                                      |       |
| 3. | „I Fall in Love Too Easily” (Sammy Cahn, Jule Styne)                 | 2:42  |
|    |                                                                      |       |
| 4. | „Stairway to the Stars” (Matty Malneck, Mitchell Parish)             | 4:53  |
|    |                                                                      |       |
| 5. | „If You Could See Me Now” (Tadd Dameron)                             | 4:29  |
|    |                                                                      |       |
| 6. | „It Might as Well Be Spring” (Richard Rodgers, Oscar Hammerstein II) | 6:05  |
|    |                                                                      |       |
| 7. | „In Love in Vain” (Leo Robin, Jerome Kern)                           | 5:00  |
|    |                                                                      |       |
| 8. | „Very Early” (Bill Evans)                                            | 5:06  |
|    |                                                                      |       |
|    |                                                                      | 39:00 |
|    |                                                                      |       |
Utwory bonusowe
| 9.  | „Polka Dots and Moonbeams” (wersja alternatywna)  | 4:17  |
|     |                                                   |       |
| 10. | „I Fall in Love Too Easily” (wersja alternatywna) | 2:38  |
|     |                                                   |       |
| 11. | „Very Early” (wersja alternatywna)                | 3:35  |
|     |                                                   |       |
|     |                                                   | 10:30 |
|     |                                                   |       |

## Twórcy
- Bill Evans – fortepian
- Chuck Israels – kontrabas
- Paul Motian – perkusja